# Ursula Fox
Ursula Fox, geb. Suray (* 1938 in Alt Wartenburg im Ermland, Provinz Ostpreußen) ist eine deutsche Ökonomin, Sachbuchautorin und Trägerin des Bundesverdienstkreuzes.

## Leben
Die Tochter des Josef Suray wuchs im Ermland auf, besuchte nach Kriegsende in der Volksrepublik Polen die Volksschule und bildete sich weiter. Im Rahmen der Familienzusammenführung siedelte sie mit den Eltern im Jahr 1957 in die Bundesrepublik Deutschland aus und schloss 1966 die Ehe mit Ulrich Fox (1937–2012). Ursula Fox promovierte 1966 an der Universität Münster mit der Dissertation Das Bankwesen der europäischen Länder der Volksdemokratie und schrieb danach mehrere einschlägige Sachbücher über das Bankwesen, die Arbeitsmärkte und Wirtschaftsplanung.
Die Eheleute wohnten in Paderborn-Elsen und wurden nach der Pensionierung  ehrenamtlich bei dem örtlichen Maximilian-Kolbe-Werk tätig – sie luden nach Deutschland und betreuten, da sie polnisch und russisch sprachen, die KZ- und Ghettoüberlebende aus Russland, Ukraine, Weißrussland und Polen und organisierten Zeitzeugenprojekte an Schulen, in Jugendgruppen und Gemeinden. Diese Begegnungen bauten bildsinnliche Brücken zwischen den Zeitzeugen der NS-Vergangenheit und den Jugendlichen als Gestaltern der Zukunft. Die Eheleute Fox engagierten sich jahrelang in den Forschungsarbeiten beim Historischen Verein für Ermland e. V. und veröffentlichten mehrere einschlägige Artikel.
Für das ehrenamtliche soziale Engagement hat am 5. Oktober 2009 der Bundespräsident Horst Köhler mit der Ehefrau Eva Luise Köhler die Eheleute Ursula und Ulrich Fox jeweils mit einem Bundesverdienstkreuz am Bande ausgezeichnet. Zu diesen hohen Auszeichnungen gratulierte den Eheleuten der Apostolische Visitator des Erzbistums Ermland und Domkapitular Lothar Schlegel.

## Schriften

### Bücher
- Das Bankwesen der europäischen Volksdemokratien (= Schriftenreihe des Instituts für Kreditwesen der Westfälischen Wilhelms-Universität Münster. Bd. 4). Gabler Verlag, Wiesbaden 1967 (Dissertation, Universität Münster, 14. Juni 1966, unter dem Titel Das Bankwesen der europäischen Länder der Volksdemokratie (Albanien, Polen, Rumänien, Tschechoslowakei und Ungarn)).
- Ökonomische Hebel als Instrument der Planung und Leistungsmobilisierung im polnischen Industriebetrieb. Bundesinstitut für Ostwirtschaftliche und Internationale Studien, Köln 1973.
- Beschäftigungsstruktur und Arbeitskräftepolitik in Polen. Bundesinstitut für Ostwirtschaftliche und Internationale Studien, Köln 1976.

### Mitwirkung
- mit Ludwig Mülhaupt: Das Bankwesen der Deutschen Demokratischen Republik. Gabler Verlag, Wiesbaden 1971, ISBN 3-409-45301-6.
- mit Hans-Hermann Höhmann (Hrsg.): Arbeitsmarkt und Wirtschaftsplanung. Beitrag zur Beschäftigungsstruktur und Arbeitskräftepolitik in Osteuropa. Europäische Verlagsanstalt, Frankfurt 1977, ISBN 3-434-30180-1.
- mit Ulrich Fox: Alt Wartenburg / Barczewko. Renowacja wiejskiego domku. In: Zachowane – ocalone. O krajobrazie kulturowym i sposobach jego kształtowania. Stiftung Borussia, Olsztyn 2003, ISBN 83-89233-04-5, S. 219–225.

### Übersetzungen
- Barbara Gerarda  Śliwińska: Geschichte der Kongregation der Schwestern der heiligen Jungfrau und Märtyrin Katharina 1571–1772. In: Historischer Verein für Ermland, Beiheft 18, Münster 1999.
- Hans-Jürgen Karp (Hrsg.), Robert Traba (Hrsg.): Nachkriegsalltag in Ostpreußen. Erinnerungen von Deutschen, Polen und Ukrainern   (Codzienność zapamiȩtana). Aschendorff, Münster 2004, ISBN 3-402-00540-9.
- Lukasz P. Fafiński: Besprechung des 52. Bandes der Zeitschrift für die Geschichte und Altertumskunde Ermlands. In: Ermlandbriefe 2009/3, Einlage: Historischer Verein für Ermland, S. VI–VII.